# Galeus atlanticus
Galeus atlanticus е вид хрущялна риба от семейство Scyliorhinidae. Видът е почти застрашен от изчезване.

## Разпространение
Разпространен е в Испания, Мавритания, Мароко и Португалия.